# Eugenio de Mello
Eugenio "Chito" de Mello (Yaguarí, Rivera, 5 de julio de 1947-Montevideo, 10 de abril de 2020) fue un poeta y músico uruguayo reconocido por su aporte a la cultura fronteriza uruguaya-brasilera.

## Biografía
Sus padres fueron Hilda Escobar y Manuel de Mello y de muy pequeño se mudó al barrio Insausti que lindaba con la frontera brasilera. Integró la peña del payador Gabino Sosa donde aprendió el oficio de la improvisación y a referentes del mismo como Carlos Molina. Realizó actuaciones en todo el norte de Uruguay y en ciudades del sur de Brasil, en sus letras se incluían expresiones y palabras del idioma castellano con el portugués reflejando así una forma de hablar y de sentir de la frontera entre ambos países.

## Discos
- Rompidioma (2002)
- Pa’ toda la bagacera (2002)
- Dejá pa’ mí que soy cañoto (2003)
- Véin pra’ca que tinsinêmo (2008)
- Nauncunfûnda kukumbûnda (2012)
- Soy del bagazo nomás (2016)
- Misturado (2016)